# Славен Радуновић
Славен Радуновић (Титоград, 6. јануар 1964) је економиста и политичар у Црној Гори, министар просторног планирања, урбанизма и државне имовине у Влади Црне Горе и потпредседник Нове српске демократије.
Бивши је посланик Скупштине Црне Горе и председник Клуба посланика Српске радикалне странке - Демократског фронта НСД, ДНП, ПЦГ, УЦГ, РП у Скупштини Црне Горе.

## Биографија
Рођен је 6. јануара 1964. године у Титограду. У званичној биографији стоји да је по занимању дипломирани економиста, као и да је водио једну од првих приватних туристичких агенција у СФРЈ. Дуго се бавио приватним бизнисом, водио је приватно предузеће Ofis centar од 1991. године.

### Политичка каријера
У политици је ангажован од 1997. године, када је био један од оснивача Српске народне странке у Црној Гори. Временом је постао члан њеног Главног одбора, Извршног одбора, Председништва, а потом и потпредседник странке.
На оснивачкој скупштини Нове српске демократије, 24. јануара 2009. године, изабран је за потпредседника странке.
У више мандата је биран за посланика Скупштине Црне Горе.
За министра просторног планирања, урбанизма и државне имовине у Влади Црне Горе изабрана је 23. јула 2024. године.

### Приватни живот
Радуновић је ожењен и има двоје деце. Говори енглески и италијански језик.